# Mary Whitmore Jones
Mary Whitmore Jones   (c. 1823 - 23 d'agost de 1915) va ser una autora anglesa i la primera hereva dona de Chastleton House. Era fadrina i no va tenir fills. S'ha dit que altres autors notables del segle xix sobre el solitari de cartes «empal·lideixen fins a la insignificança» en comparació amb ella.

## Vida
Mary Whitmore Jones va néixer al voltant de 1823 i era la filla gran de John Henry Whitmore, que va adoptar el nom de Jones quan el 1828 va heretar la finca de Chastleton explotada originalment per Walter Jones, advocat i membre del parlament britànic per Worcester. Walter Jones era fill d'un ric comerciant de llana i havia construït la casa de camp de la família, Chastleton House, entre 1607 i 1612. Mary va en una escriptora prolífica i de temes molt variats. Va heretar Chastleton el 1874 a l'edat de 51 anys, quan el seu darrer germà, Willie, va morir. Va arribar a ser així la primera dona hereva de la finca. Al cap d'uns anys, va lliurar la gestió de la finca al seu nebot, Thomas Whitmore Harris, insistint que canviés el seu nom per Whitmore Jones. Aviat es va deixar la casa a llogaters rics, mentre que Mary es va traslladar a la Rectoria de Chastleton, on la seva neboda vivia amb el seu marit, el rector. Va morir el 1915.

## Obres

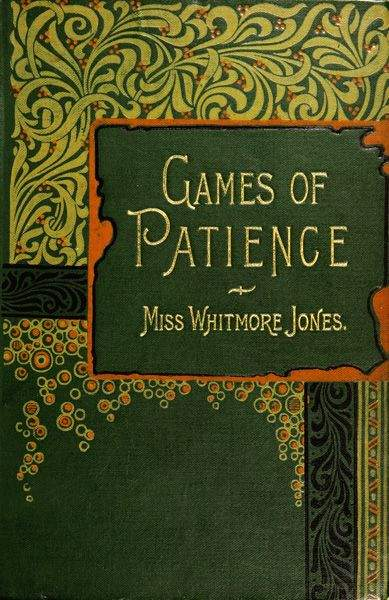
Coberta de la primera sèrie de Games of Patience (1888)

Whitmore Jones va ser una autora prolífic, sobretot en el camp dels solitaris per a cartes, anomenats patience en anglès. Hom diu que altres autors notables del segle xix sobre el tema «empal·lideixen fins a la insignificança en comparació amb el guru del solitari de l'època: la incomparable senyoreta Mary Whitmore Jones». La seva primera sèrie de Games of Patience for One or More Players («Jocs de solitaris per a un o més jugadors») es va publicar el 1888 i va produir «almenys vuit llibres substancials sobre el tema» així com col·leccions de publicacions. També va ser autora de diverses novel·les, biografies i llibres d'història. A continuació es mostra una selecció de les seves obres:
- Games of Patience for One or More Players, 1ª sèrie (1888).
- Games of Patience for One or More Players, 2ª sèrie (1890).
- Games of Patience for One or More Players, 3ª sèrie (1892).
- Games of Patience for One or More Players, 4ª sèrie (1898).
- Games of Patience for One or More Players, 5ª sèrie (1900).
- The Grinding Mills (1903).
- New Games of Patience, 1ª ed. (1905).
- Time and Tide (1907).
- The ABC of Patience (1908).
- The Gunpowder Plot (1909).
- New Games of Patience, 2ª ed. (1911).
- Chastleton House.
- Siege of Derry.

## Chastleton Patience Board
Mary Whitmore Jones també va ser la inventora del Chastleton Patience Board («tauler per a solitari Chastleton»), dissenyat entre 1875 i 1898 i fet fabricar posteriorment per J. Jaques & Son. Cadascun dels taulers estava signat personalment per ella.